# 喬魯姆

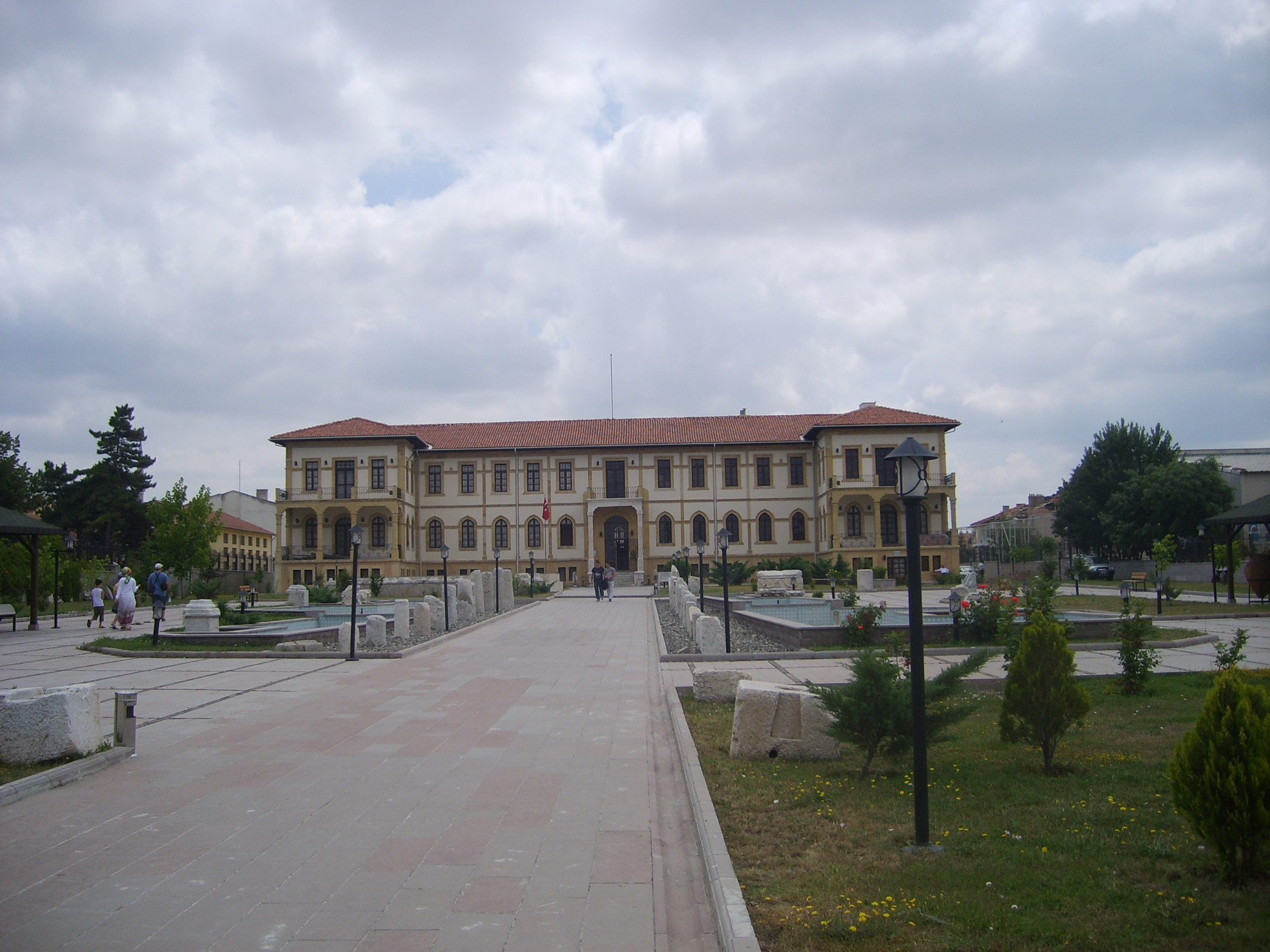

喬魯姆是土耳其的城市，也是喬魯姆省的首府，位於該國北部，距離首都安卡拉244公里，海拔高度801米，受大陸性氣候影響，每年平均降雨量454毫米，2010年人口218,130。

## 外部連結
- All About Çorum
- Provincial governor's web site
- Pictures of the city with links to surrounding Hittite sites（页面存档备份，存于）

40°33′2″N 34°57′20″E / 40.55056°N 34.95556°E